# Блед бързолет
Бледият бързолет (Apus pallidus) е дребна птица от семейство Бързолетови (Apodidae), разред Бързолетоподобни (Apodiformes).

## Описание
Дължината на тялото му е около 16 – 17 cm. много прилича на сродния му Черен бързолет, но е по-светло оцветен. Оперението му е в сиви тонове с изключение на гушата която е по-светла. Няма изразен полов диморфизъм. Лети изключително добре и с много висока скорост.

## Разпространение
Среща се в Европа (включително България), Азия и Африка. Прелетна птица.

## Начин на живот и хранене
Подобно на другите видове бързолети, прекарва почти целия си живот в полет. Каца единствено по време на размножителния период докато мъти. Храни се с дребни летящи насекоми, предимно комари и мушици, които улавя летейки с широко отворена човка, като в сакче.

## Размножаване
Снася 2 бели сферични яйца, които мътят и двамата родители. Малките се излюпват слепи и безпомощни и ги хранят и двамата родители с насекоми. Годишно отглежда едно люпило.

## Природозащитен статут
- Червен списък на световнозастрашените видове (IUCN Red List) – Незастрашен вид (Least Concern LC)

Световната популация е многобройна (77 000 – 320 000 индивида само в Европа), с голям ареал, обхващащ между 1 000 000 и 10 000 000 km².
В България е защитен вид.